# Ханикатт, Крис
Крис Ханикатт (англ. Chris Honeycutt; род. 25 июля 1988, Брук-Парк, Огайо) — американский боец смешанного стиля, представитель средней и полусредней весовых категорий. Выступает на профессиональном уровне начиная с 2013 года, известен по участию в турнирах бойцовской организации Bellator MMA.

## Биография
Крис Ханикатт родился 25 июля 1988 года в городе Брук-Парк, штат Огайо.
Начал заниматься борьбой в возрасте четырёх лет. Два года провёл в старшей школе North Andover High School в Массачусетсе, затем перевёлся в школу St. Edward High School в Огайо, где проходил подготовку под руководством именитого борцовского тренера Грега Урбаса. Неоднократно принимал участие в различных школьных соревнованиях по борьбе, становился чемпионом штата среди школьников, в 2006 году привлекался в состав американской национальной сборной. В общей сложности на школьном уровне выиграл 154 поединка и 10 поединков проиграл.
Продолжил карьеру борца во время учёбы в Университете Эдинборо, состоял в местной борцовской команде, выступал в первом дивизионе Национальной ассоциации студенческого спорта, дважды получал статус всеамериканского спортсмена.
Будучи большим поклонником смешанных единоборств, по окончании университета Ханикатт начал задумываться о карьере профессионального бойца ММА. Тренировался в зале Dethrone Base Camp во Фресно, со временем освоил бокс и тхэквондо.

### Начало профессиональной карьеры
Дебютировал в смешанных единоборствах на профессиональном уровне в январе 2013 года, выиграв у своего соперника техническим нокаутом в первом же раунде. Первое время дрался в небольшом калифорнийском промоушене UPC Unlimited, где в общей сложности одержал четыре победы, в том числе завоевал и защитил титул чемпиона в средней весовой категории.
На октябрь 2014 года планировалось выступление Ханикатта на турнире Battlegrounds MMA в «восьмёрке» на выбывание, однако вскоре стало известно о его снятии с турнира вместе с другим потенциальным участником Деннисом Холлманом — в итоге их заменили Джесси Тейлором и Джо Рэем.

### Bellator MMA
Имея в послужном списке четыре победы без единого поражения, Ханикатт привлёк к себе внимание одной из крупнейших организаций мира Bellator MMA и дебютировал здесь в сентябре 2014 года в рамках полусреднего веса, выиграв техническим нокаутом у бывшего участника The Ultimate Fighter Аарона Уилкинсона.
В феврале 2015 года отметился досрочной победой над Клейтоном Макфарлейном, после чего в июле встретился с Полом Брэдли. В середине второго раунда бойцы непреднамеренно столкнулись головами, в результате чего Брэдли получил серьёзное рассечение, и врачи запретили ему продолжать поединок — таким образом их бой был признан несостоявшимся. 
В январе 2016 года состоялся повторный поединок против Брэдли. Несмотря на статус явного фаворита, уже на 40 секунде первого раунда Ханикатт проиграл техническим нокаутом, потерпев тем самым первое поражение в своей профессиональной карьере.
В том же году Ханикатт по очкам выиграл у Мэтта Секора и, вернувшись в средний вес, взял верх над такими бойцами как Миккель Парло, Бен Райтер и Кевин Кейси.
В декабре 2017 года единогласным решением судей уступил мастеру бразильского джиу-джитсу Рафаэлю Ловато, будущему чемпиону Bellator в среднем весе.
В 2018 году единогласным решением победил титулованного дзюдоиста Леонарду Лейти, но раздельным решением проиграл представителю Нидерландов Костелло ван Стенису.
В сентябре 2019 года принял участие в турнире Roscongress Vladivostok Combat Night во Владивостоке, прошедшем на круизном лайнере Costa Venezia в рамках Восточного экономического форума. В главном бою вечера по итогам пяти раундов единогласным решением судей выиграл у россиянина Александра Шлеменко.

## Статистика в профессиональном ММА
| Боёв 19         | Побед 13 | Поражений 5 |
| --------------- | -------- | ----------- |
| Нокаутом        | 5        | 2           |
| Сдачей          | 1        | 1           |
| Решением        | 7        | 2           |
| Не состоявшихся | 1        | 1           |

| Результат    | Рекорд   | Соперник            | Способ                     | Турнир                                        | Дата             | Раунд | Время | Место                                  | Примечание                                                    |
| ------------ | -------- | ------------------- | -------------------------- | --------------------------------------------- | ---------------- | ----- | ----- | -------------------------------------- | ------------------------------------------------------------- |
| Поражение    | 13-5 (1) | Никола Дипчиков     | Нокаутом (удары локтями)   | ACA 132: Джонсон - Вахаев                     | 19 октября 2021  | 1     | 1:31  | Минск, Белоруссия (Арена Фалькон-Клуб) |                                                               |
| Победа       | 13-4 (1) | Арби Агуев          | Единогласное решение       | ACA 128: Гончаров - Омельянчук                | 11 сентября 2021 | 5     | 5:00  | Минск, Белоруссия (Арена Фалькон-Клуб) |                                                               |
| Поражение    | 12-4 (1) | Азамат Бекоев       | Сабмишном (удушение сзади) | ACA 122: Джонсон - Побережец                  | 23 апреля 2021   | 2     | 4:33  | Минск, Белоруссия (Арена Фалькон-Клуб) |                                                               |
| Победа       | 12-3 (1) | Александр Шлеменко  | Единогласное решение       | Roscongress Vladivostok Combat Night          | 5 сентября 2019  | 5     | 5:00  | Владивосток, Россия                    |                                                               |
| Поражение    | 11-3 (1) | Костелло ван Стенис | Раздельное решение         | Bellator 210                                  | 30 ноября 2018   | 3     | 5:00  | Такервилл, США                         |                                                               |
| Победа       | 11-2 (1) | Леонарду Лейти      | Единогласное решение       | Bellator 202                                  | 13 июля 2018     | 3     | 5:00  | Такервилл, США                         |                                                               |
| Поражение    | 10-2 (1) | Рафаэль Ловато      | Единогласное решение       | Bellator 189                                  | 1 декабря 2017   | 3     | 5:00  | Такервилл, США                         |                                                               |
| Победа       | 10-1 (1) | Кевин Кейси         | TKO (удары руками)         | Bellator 182                                  | 25 августа 2017  | 2     | 2:06  | Верона, США                            |                                                               |
| Победа       | 9-1 (1)  | Бен Райтер          | Единогласное решение       | Bellator 166                                  | 2 декабря 2016   | 3     | 5:00  | Такервилл, США                         |                                                               |
| Победа       | 8-1 (1)  | Миккель Парло       | Единогласное решение       | Bellator 156                                  | 17 июня 2016     | 3     | 5:00  | Фресно, США                            | Вернулся в средний вес.                                       |
| Победа       | 7-1 (1)  | Мэтт Секор          | Единогласное решение       | Bellator 153                                  | 22 апреля 2016   | 3     | 5:00  | Анкасвилл, США                         |                                                               |
| Поражение    | 6-1 (1)  | Пол Брэдли          | TKO (удары руками)         | Bellator 148                                  | 29 января 2016   | 1     | 0:40  | Фресно, США                            |                                                               |
| Не состоялся | 6-0 (1)  | Пол Брэдли          | NC (нет результата)        | Bellator 140                                  | 17 июля 2015     | 2     | 2:47  | Анкасвилл, США                         | Бой остановлен после непреднамеренного столкновения головами. |
| Победа       | 6-0      | Клейтон Макфарлейн  | TKO (руками в корпус)      | Bellator 133                                  | 13 февраля 2015  | 3     | 4:16  | Фресно, США                            |                                                               |
| Победа       | 5-0      | Аарон Уилкинсон     | TKO (удары руками)         | Bellator 125                                  | 19 сентября 2014 | 2     | 4:45  | Фресно, США                            | Дебют в полусреднем весе.                                     |
| Победа       | 4-0      | Джейк Галлахер      | TKO (удары руками)         | UPC Unlimited: Up & Comers 18                 | 4 января 2014    | 1     | 2:11  | Ранчо-Мираж, США                       | Защитил титул чемпиона UPC в среднем весе.                    |
| Победа       | 3-0      | Мэнни Мурильо       | Единогласное решение       | UPC Unlimited: Up & Comers 16                 | 20 июля 2013     | 5     | 5:00  | Ранчо-Мираж, США                       | Выиграл вакантный титул чемпиона UPC в среднем весе.          |
| Победа       | 2-0      | Ричард Блейк        | Сдача (удушение сзади)     | UPC Unlimited: Up & Comers 15                 | 11 мая 2013      | 1     | 2:20  | Фресно, США                            |                                                               |
| Победа       | 1-0      | Джесси Торрес       | TKO (удары руками)         | UPC Unlimited: Up & Comers 14: The Experience | 26 января 2013   | 1     | 1:16  | Палм-Спрингс, США                      |                                                               |